# Red Wings Airlines
Red Wings Airlines ist eine russische Fluggesellschaft mit Sitz in Moskau und Basis auf dem Flughafen Moskau-Wnukowo.

## Geschichte
Red Wings wurde 1999 unter dem Namen VARZ-400 gegründet. VARZ bedeutete übersetzt Vnukovo Luftfahrt-Reparatur-Betrieb. 2001 wurde sie in Airlines 400 umbenannt, bevor sie 2007 ihren heutigen Namen erhielt. Sie befand sich im Besitz des Oligarchen Alexander Lebedew.
2008 plante das Unternehmen, mit neuen Airbus A320-200 und möglicherweise auch Airbus A321-200 ihre Tu-204-Flotte zu ergänzen. Die Umsetzung der 2010 verkündeten Bestellung über insgesamt 40 Tu-204SM blieb aus. Lediglich eine neunte Tu-204 (Luftfahrzeugkennzeichen RA-64017), die vormals von Orenair betrieben wurde, wurde im Sommer 2012 in die Flotte integriert.
Am 1. Februar 2013 – einige Wochen nach dem Unfall von Red-Wings-Airlines-Flug 9268 – entzog die russische Luftfahrtbehörde Rosawiazija Red Wings ihre Betriebslizenz mit Wirkung zum 4. Februar 2013, offiziell begründet wurde dies mit finanziellen Problemen. Hinzu kamen Anschuldigungen hinsichtlich einer mangelhaften Ausbildung der Piloten, was vom Eigentümer zurückgewiesen wurde. Die Gesellschaft wechselte für einen symbolischen Rubel den Eigentümer, wobei die Flugzeuge stets der Ilyushin Finance Corporation gehörten. Im Juni 2013 erhielt Red Wings eine neue Betriebsgenehmigung und nahm den regulären Betrieb wieder auf.
Red Wings Airlines musste im Mai 2016 ihre Flotte von fünf Suchoi Superjet 100 ausmustern. Jeweils zwei Flugzeuge gingen an Sukhoi Civil Aircraft und drei an die State Transport Leasing zurück. Zuvor hatte der Hersteller Sukhoi mehrere Gerichtsverfahren angestrebt, weil Leasinggebühren nicht bezahlt worden waren.
Da Red Wings komplett der Ilyushin Finance Corporation gehört, welche wiederum eine Tochterfirma des Herstellers der Suchoi Superjet 100 ist, soll die Fluggesellschaft auf Geheiß der Regierung komplett auf russische Flugzeuge, sprich vorerst Suchoi Superjet 100, umgestellt werden. Am 11. September 2020 wurde die erste Maschine übernommen, bis Jahresende sollen weitere sieben Maschinen übernommen werden und bis 2024 sämtliche bereit stehenden 60 Flugzeuge. Damit wurde die von der russischen Regierung Anfang 2020 angekündigte staatliche Regionalfluglinie auf Basis der Red Wings geschaffen.

## Flugziele
Red Wings Airlines bot sowohl Linienflüge für Passagiere und Fracht als auch Charterflüge zu verschiedenen Zielen im Mittelmeerraum an. Antalya stellte dabei die wichtigste Destination dar.
Mit dem staatlichen Auftrag ab 2020 wurde mit den neu zur Flotte stoßenden Superjets mit einer Dezentralisierung begonnen; die Flugzeuge werden auf mehreren russischen Airports stationiert und führen vom Staat subventionierte Flüge aus.

## Flotte

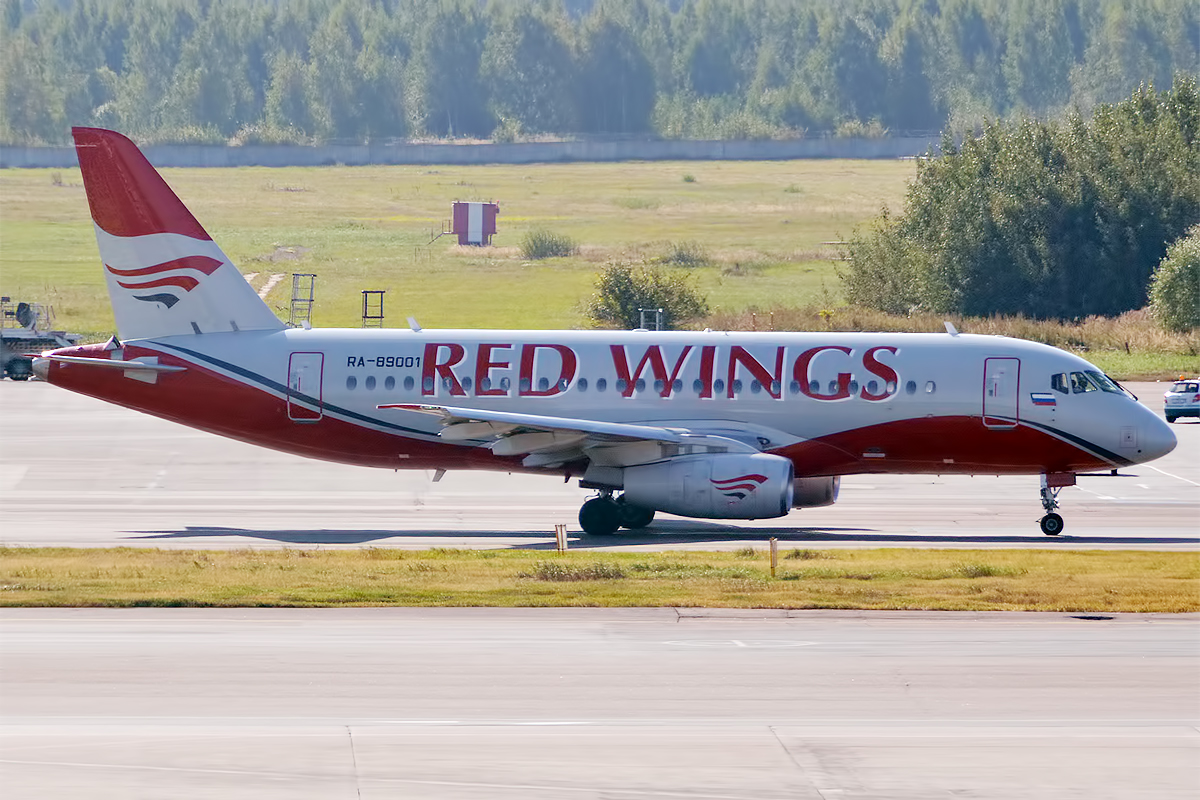
Ehemalige Suchoi Superjet 100 (Kennzeichen RA-89001) der Red Wings

### Aktuelle Flotte
Mit Stand vom Mai 2025 besteht die Flotte der Red Wings Airlines aus 31 Flugzeugen mit einem Durchschnittsalter von 10,1 Jahren:
| Flugzeugtyp         | Anzahl | bestellt | Anmerkungen                               | Sitzplätze | Durchschnittsalter |
| ------------------- | ------ | -------- | ----------------------------------------- | ---------- | ------------------ |
| Boeing 777-200      | 03     |          |                                           | 412        | 27,7 Jahre         |
| Irkut MC-21-300     |        | 16       |                                           | - offen -  |                    |
| Suchoi Superjet 100 | 22     | 38       | zwei inaktiv                              | 100        | 6,4 Jahre          |
| Tupolev Tu-204-100  | 04     |          | zwei inaktiv                              | 210        | 18,3 Jahre         |
| Tupolev Tu-214      | 02     |          | Anfang 2024 nach sechs Jahren reaktiviert | 198 VIP    | 8,1 Jahre          |
| Gesamt              | 31     | 54       |                                           |            | 10,1 Jahre         |

### Ehemalige Flugzeugtypen
In der Vergangenheit setzte Red Wings Airlines bereits folgende Flugzeugtypen ein:
- Airbus A320-200
- Airbus A321-200

## Zwischenfälle
- Am 29. Dezember 2012 schoss eine Tupolew Tu-204-100 der Red Wings Airlines (RA-64047) bei der Landung auf dem Moskauer Flughafen Wnukowo über das Landebahnende hinaus, zerbrach, fing Feuer und kam teilweise auf einer angrenzenden Schnellstraße zum Liegen. Bei dem Unfall kamen fünf der Besatzungsmitglieder ums Leben, drei weitere wurden schwer verletzt. Nach vorläufigen Ermittlungen könnte ein defektes Bremssystem das Unglück ausgelöst haben (siehe auch Red-Wings-Airlines-Flug 9268).[17]
- Am 29. Oktober 2023 hat eine Menschenmenge in der mehrheitlich muslimischen Republik Dagestan nach Ankunft eines Flugzeugs der Fluggesellschaft den Flughafen Machatschkala gestürmt. Dort war eine Maschine aus Tel Aviv gelandet, in der jüdische Flüchtlinge aus Israel vermutet wurden. Offenbar suchten der Mob nach israelischen beziehungsweise jüdischen Passagieren. Bei dem Vorfall sollen mehr als 20 Menschen verletzt worden sein, darunter Einsatzkräfte der Polizei sowie Zivilisten.[18] Vereinzelt wurde der Vorfall in der Presse als Pogrom bezeichnet.[19][20][21]